# ESO 269-57
ESO 269-57 هي مجرة حلزونية كبيرة تبعد حوالي 150 مليون سنة ضوئية تقع في كوكبة قنطورس. يبلغ قطرها حوالي 200,000 سنة ضوئية. وهي جزء من مجموعة مجرات معروفة باسم GG 342.

## الخصائص
ESO 269-57 لديها حلقة داخلية محيطة بها. الحلقة مكونة من عدة أذرع لولبية تحيط بالحلقة الداخلية وهناك نوعان من الأذرع الخارجية التي تتكون من مناطق تشكيل النجوم التي يبدو أنها امتدت إلى عدة فروع.

## مستعر أعظم
```
في 3 مارس 1992 تم اكتشاف 
مستعر أعظم
 من نوع Ia في ESO 269-57.
[
6
]
```

## وصلات خارجية
- ESO 269-57 على موقع ويكي سكاي: DSS2, SDSS, GALEX, IRAS, Hydrogen α, X-Ray, Astrophoto, Sky Map, Articles and images